# اتفاقية باريس لحماية الملكية الصناعية
تُعد اتفاقية باريس لحماية الملكية الصناعية، الموقعة في باريس، فرنسا، في 20 مارس/آذار 1883، إحدى أوائل المعاهدات الخاصة بالملكية الفكرية. وقد أنشأت هذه الاتفاقية اتحادًا لحماية الملكية الصناعية. ولا تزال الاتفاقية سارية المفعول حتى عام 2024. وتنقسم الأحكام الموضوعية للاتفاقية إلى ثلاث فئات رئيسية: المعاملة الوطنية، وحق الأولوية، والقواعد المشتركة.

## محتوى الاتفاقية

### معاملة الأجنبي كمواطن
وفقًا للمادتين 2 و3 من هذه الاتفاقية، فإن الأشخاص الاعتباريين الذين يحملون جنسية إحدى الدول الأطراف في الاتفاقية، أو المقيمين فيها، يتمتعون فيما يتعلق بحماية الملكية الصناعية بالمزايا التي تمنحها القوانين الوطنية لمواطنيها، في جميع الدول الأخرى الأعضاء في الاتحاد.
بعبارة أخرى، عندما يتقدم أحد الأفراد بطلب للحصول على براءة اختراع أو علامة تجارية في دولة أجنبية عضو في الاتحاد، فإن هذا الطلب يلقى نفس المعاملة ويُعامل كما لو كان مقدمًا من مواطن تلك الدولة الأجنبية. علاوة على ذلك، إذا مُنح حق الملكية الفكرية (على سبيل المثال، إذا أصبح مقدم الطلب مالكًا لبراءة اختراع أو علامة تجارية مسجلة)، فإن المالك يتمتع بنفس الحماية ونفس سبل الانتصاف القانونية ضد أي انتهاك، تمامًا كما لو كان مالكًا وطنيًا لهذا الحق.[بحاجة لمصدر]

### حق الأولوية
أنشيء حق الأولوية بموجب الاتفاقية، والذي يُعرف أيضًا باسم "حق أولوية اتفاقية باريس" أو "حق أولوية الاتحاد"، أيضًا بموجب المادة الرابعة من اتفاقية باريس، ويُعد على نطاق واسع أحد الركائز الأساسية لهذه الاتفاقية. وينص هذا الحق على أنه يمكن للمتقدّم من إحدى الدول المتعاقدة استخدام تاريخ إيداعه الأول (في إحدى الدول المتعاقدة) كتاريخ إيداع فعلي في دولة متعاقدة أخرى، شريطة أن يقوم هو أو من يخلفه في الملكية/الحق بتقديم طلب لاحق خلال فترة لا تتجاوز 6 أشهر (بالنسبة للتصاميم الصناعية والعلامات التجارية)، أو 12 شهرًا (بالنسبة لبراءات الاختراع ونماذج المنفعة)، من تاريخ الإيداع الأول.[بحاجة لمصدر]

### الحماية المؤقتة للسلع المعروضة في بعض المعارض الدولية
تنص المادة 11(1) من اتفاقية باريس على أن دول الاتحاد تلتزم "بمنح حماية مؤقتة للاختراعات التي يمكن أن تحصل على براءة، ونماذج المنفعة، والتصاميم الصناعية، والعلامات التجارية، فيما يتعلق بالسلع المعروضة في المعارض الدولية الرسمية أو المعترف بها رسميًا، والتي تقام في أراضي أي منها".
إذا قدّم أحدهم طلباً لتسجيل براءة اختراع أو علامة تجارية خلال فترة الحماية المؤقتة، يجوز احتساب تاريخ أولوية الطلب "اعتبارًا من تاريخ إدخال وعرض السلع في المعرض"، وليس من تاريخ إيداع وتقديم الطلب، إذا كانت الحماية المؤقتة المشار إليها في المادة 11(1) قد نُفذت في التشريع والقانون الوطني بطريقة تسمح بذلك. غير أن هناك وسائل أخرى لبلدان الاتحاد لتنفيذ الحماية المؤقتة المنصوص عليها في المادة 11 من اتفاقية باريس في قانونها الوطني:
ومن الممكن أيضاً، على سبيل المثال، في حالة الاختراعات المعروضة التي يمكن أن تحصل على براءة اختراع، توفير حماية مؤقتة بوسائل أخرى، كالنص على أن هذا العرض، خلال فترة محددة/معينة، لن يدمر أو يُضعف حداثة الاختراع، وأن الشخص الذي يعرض الاختراع سيحظى أيضًا بالحماية من سطو الغير على اختراعه. وهناك وسيلة أخرى للحماية تتمثل في الاعتراف بحق الاستخدام المسبق لصالح العارض مقابل الحقوق المحتملة التي قد يكتسبها الغير لاحقًا.

## الأطراف المتعاقدة

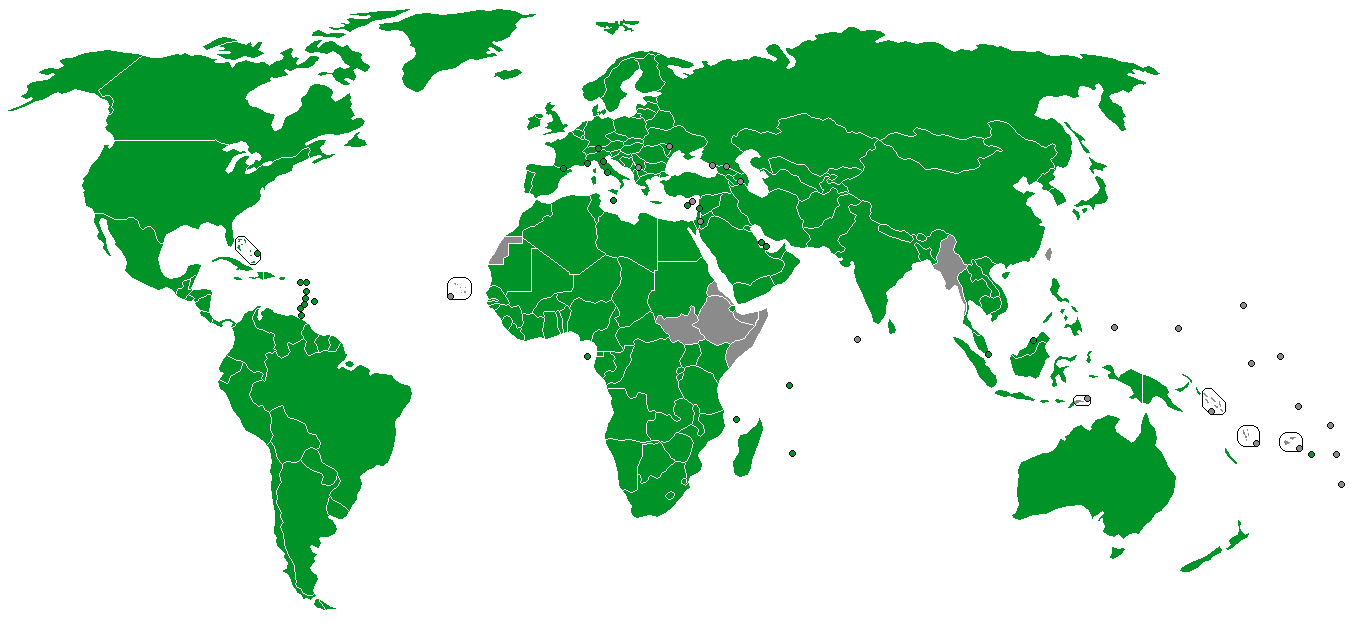
الدول الأعضاء في اتفاقية باريس عام 2022 (باللون الأخضر)

حتى 14 ديسمبر 2024، بلغ عدد الدول الأعضاء المتعاقدة في الاتفاقية 180 دولة.

### الاستقلال المتبادل لبراءات الاختراع والعلامات التجارية في مختلف دول الاتحاد
وفقًا للمادتين 4 مكرر و 6 (المتعلقتين ببراءات الاختراع والعلامات التجارية على التوالي)، فإن تقييم طلب الحصول على براءة اختراع أو تسجيل علامة تجارية للمواطنين الأجانب تُحدده الدولة العضو وفقًا لقوانينها الوطنية، وليس بناءً على قرار دولة المنشأ أو أي دولة أخرى. وتكون طلبات براءات الاختراع وتسجيل العلامات التجارية مستقلة بين الدول المتعاقدة.[بحاجة لمصدر]

## التاريخ
بعد مؤتمر دبلوماسي عُقد في باريس عام 1880، وقعت 11 دولة على الاتفاقية في 20 مارس/آذار 1883، وهي: بلجيكا، والبرازيل، وفرنسا، وغواتيمالا، وإيطاليا، وهولندا، والبرتغال، والسلفادور، ومملكة صربيا، وإسبانيا، وسويسرا. وقد قامت بعض الدول، مثل غواتيمالا والسلفادور وصربيا، بالانسحاب من الاتفاقية ثم إعادة الانضمام إليها لاحقًا عبر إجراء الانضمام الرسمي.
جرى مراجعة المعاهدة في بروكسل ببلجيكا في 14 ديسمبر/كانون الأول 1900، وفي واشنطن بالولايات المتحدة في 2 يونيو/حزيران 1911، وفي لاهاي بهولندا في 6 نوفمبر/تشرين الثاني 1925، وفي لندن في 2 يونيو/حزيران 1934، وفي لشبونة بالبرتغال في 31 أكتوبر/تشرين الأول 1958، وفي ستوكهولم بالسويد في 14 يوليو/تموز 1967. وعُدّلت في 28 سبتمبر/أيلول 1979.

## الإدارة
تدير اتفاقية باريس المنظمة العالمية للملكية الفكرية (WIPO) وإدارتها العامة في جنيف، سويسرا.

## اقرأ أيضا
- اتفاقية تريبس
- تصريح الدوحة
- المنظمة العالمية للملكية الفكرية
- تزييف
- الملكية الصناعية